# 波隆卡
50°41′34″N 25°17′50″E / 50.69278°N 25.29722°E
波隆卡（烏克蘭語：Полонка），是烏克蘭的村落，位於該國西部沃倫州，由盧茨克區負責管轄，始建於1545年，面積0.83平方公里，海拔高度190米，2001年人口1,125，人口密度每平方公里1,361.99人。